# Tatort: Blut
Blut ist ein Fernsehfilm aus der Krimireihe Tatort. Der von X Filme Creative Pool für Radio Bremen produzierte Beitrag wurde am 28. Oktober 2018 im Ersten ausgestrahlt. In dieser 1070. Tatort-Folge ermitteln die Bremer Kommissare Lürsen und Stedefreund ihren 38. Fall.

## Handlung
Die drei Freundinnen Anna, Julia und Katrin verbringen einen gemütlichen Mädelsabend. Gegen halb vier Uhr machen sich Anna und Julia auf den Heimweg. Kurz nachdem sich ihre Wege getrennt haben, wird Julia in einem Park von einer unbekannten Gestalt verfolgt. Sie flüchtet und kann noch knapp den Notruf wählen, bevor sie von der Gestalt angegriffen und durch Bisse am Hals getötet wird. Als Anna Schreie hört, eilt sie ihr nach und wird Zeugin der Tat.
Die massiven Verletzungen am Hals der toten Frau stellen Lürsen und Stedefreund vor ein Rätsel. Sie gehen erst davon aus, dass sie von einem Tier stammen. Die Auswertung der Notrufaufzeichnung ergibt, dass eine Zeugin die Tat gesehen haben muss. Sie gehen zurück zum Tatort und finden die traumatisierte Augenzeugin in einem Abwasserkanal kauernd. Sie kann jedoch nur den verstörenden Hinweis auf einen „Vampir“ geben. Die rechtsmedizinische Untersuchung ergibt, dass die Bisse von einer Frau stammen.
Im Krankenhaus wird Anna von der Täterin aufgesucht, kann jedoch fliehen. Sie wird wenig später zu Hause auf die gleiche Art ermordet wie zuvor Julia. Stedefreund, der knapp zu spät am Tatort eintrifft, verfolgt die flüchtende Täterin, wird jedoch von ihr angegriffen und gebissen. Den Rest der Folge hat er mit Fieber, Albträumen und Halluzinationen zu kämpfen.
Die Spur führt zu Nora Harding, die seit ihrer Kindheit an einer Lichtallergie leidet. Sie lebt mit ihrem kranken Vater zusammen, der ihr regelmäßig Rinderblut kauft und von seinem Arbeitsort, der Verbrennungsanlage für humane Abfälle, abgelaufene menschliche Blutkonserven nach Hause bringt. Ihre Mutter hatte ihr als Kind erfolgreich eingeredet, dass sie ein Vampir sei. Sie biss die jungen Frauen und Stedefreund in dem Glauben, sie zu Vampiren machen zu können, um ihre Einsamkeit zu überwinden. Es kommt zu einem Kampf zwischen Harding und Stedefreund, bei dem er ihr in seiner Verstörung einen Holzpflock ins Herz rammen will, um seiner scheinbaren Wandlung zum Vampir zu entkommen. Seine anrückende Kollegin Lürsen findet die beiden im Kampf. Die Überraschung nutzt Stedefreund und tritt Harding durch eine Glastür mit heruntergelassener Jalousie nach draußen, wo sie dem Tageslicht ausgesetzt und geblendet wird. Durch ihre Lichtempfindlichkeit verliert sie die Orientierung, beim panischen Herumirren stolpert sie unglücklich über einen Stapel Pflastersteine, fällt und bricht sich an einer Stein-Treppenstufe das Genick. Stedefreund kommt in die Klinik. Eventuell hatte eine der Blutkonserven von Harding ein Virus, das bei ihm das Fieber, den Ausschlag und die Wahnvorstellungen verursachte. Er bittet die Krankenschwester darum, den Vorhang zuzuziehen, da ihn die Sonne blendet. Im Halbdunkel sieht man Harding an seinem Bett stehen, sie sagt: „Wir sind jetzt für immer miteinander verbunden.“

## Hintergrund
Der Film wurde vom 22. August 2017 bis zum 21. Oktober 2017 in Bremen und Bremerhaven gedreht.

## Rezeption

### Kritiken
„Wie jeder Vampirfilm – von ‚Nosferatu‘ bis zur ‚Twilight‘-Reihe – ist dieser öffentlich-rechtliche Krimi mit seinen unverbrauchten Akteuren auch ein Film über die Sehnsucht nach Vereinigung. Ein romantischer Blutrausch und Überwältigungsakt für die junge Zielgruppe, der in enger Absprache mit dem Jugendschutzbeauftragten von Radio Bremen entstanden ist. Denn frisches Blut tut dem ‚Tatort‘ gut.“

„Im Ganzen aber ein ganz gelungenes Genre-Experiment, Lilith Stangenberg als Vampirin ist toll, vor allem, weil sie keine Vampirin ist, jedenfalls keine, deren Biss ihr Opfer auch zum Vampir machen würde. Jemand, der eigentlich Gefährten sucht, wird also immer einsamer. Das ist die Geschichte hinter der Geschichte.“

### Einschaltquote
Die Erstausstrahlung von Blut am 28. Oktober 2018 wurde in Deutschland von 8,30 Millionen Zuschauern gesehen und erreichte einen Marktanteil von 23,0 % für Das Erste.